# Laura Bilgeri
Laura Bilgeri (Wenen, 12 juli 1995) is een Oostenrijks actrice, model en zangeres. Ze speelde onder andere in de sciencefiction horrorfilm The Recall uit 2017.

## Biografie
Bilgeri werd geboren in Wenen als de dochter van Beatrice Bilgeri en Reinhold Bilgeri. Ze groeide op in de Oostenrijkse deelstaat Vorarlberg. Ze ging naar de basisschool in Dornbirn-Watzenegg en de Sacré Coeur Riedenburg in Bregenz. Op vijftienjarige leeftijd verhuisde Bilgeri naar München om zingen en acteren te gaan studeren aan de Abraxas Musical Academy.
Bilgeri maakte haar acteerdebuut in de film The Breath of Heaven geregisseerd door haar vader in 2010. Op negentienjarige leeftijd ging ze naar Los Angeles in 2014 om aan een acteercarriere in Hollywood te kunnen werken. Datzelfde jaar speelde ze de rol van Sarah in de film Toby Goes To Camp. In 2016 kreeg Bilgeri haar eerste grotere rol door naast Wesley Snipes te worden gecast in de sciencefiction horrorfilm The Recall in de rol van Annie. Bilgeri speelde in 2018 de rol van Sloane Mills in de The CW televisieserie iZombie. Naast haar werk als actrice, werkt Bilgeri ook als model. Daarnaast is ze sinds 2020 als zangeres actief. Zo was ze de openingsact bij de concerten van de Britse zanger James Blunt in Oostenrijk.

## Filmografie

### Films
| Jaar | Titel                       | Rol             | Opmerkingen   |
| ---- | --------------------------- | --------------- | ------------- |
| 2010 | Der Atem des Himmels        | Pia             |               |
| 2014 | The Silent Mountain         | Marie Lanz      |               |
| 2016 | Toby Goes to Camp           | Sarah           |               |
| 2017 | The Recall                  | Annie           |               |
| 2017 | My Teacher, My Obsession    | Riley           |               |
| 2019 | Das letzte problem          | Natalie Riegler |               |
| 2021 | Tutti per Uma               | Uma             | [ 14 ]        |
| 2022 | Jeanny - Das fünfte Mädchen | Luzie Eichhorn  | Televisiefilm |
| 2014 | Munich on Sunday            | Catherine       | Korte film    |

### Televisie
| Jaar      | Titel                  | Rol                  | Extra  |
| --------- | ---------------------- | -------------------- | ------ |
| 2013-2024 | Vienna Crime Squad     | Johanna Krußmark     | 2 afl. |
| 2016      | Better Things          | Kunstgallerij meisje | 1 afl. |
| 2018      | iZombie                | Sloane Mills         | 3 afl. |
| 2022      | Friedliche Weihnachten | Politieagente        | 6 afl. |
| 2022      | Universum History      | Salondame            | 1 afl. |